# Frank et Dan Carney
Pour les articles homonymes, voir Carney.
 (juillet 2025).
La mise en forme du texte ne suit pas les recommandations de Wikipédia : il faut le « wikifier ».
Les points d'amélioration suivants sont les cas les plus fréquents :
- Les titres sont pré-formatés par le logiciel. Ils ne sont ni en capitales, ni en gras.
- Le texte ne doit pas être écrit en capitales (les noms de famille non plus), ni en gras, ni en italique, ni en « petit »…
- Le gras n'est utilisé que pour surligner le titre de l'article dans l'introduction, une seule fois.
- L'italique est rarement utilisé : mots en langue étrangère, titres d'œuvres, noms de bateaux, etc.
- Les citations ne sont pas en italique mais en corps de texte normal. Elles sont entourées par des guillemets français : « et ».
- Les listes à puces sont à éviter, des paragraphes rédigés étant largement préférés. Les tableaux sont à réserver à la présentation de données structurées (résultats, etc.).
- Les appels de note de bas de page (petits chiffres en exposant, introduits par l'outil «  Source ») sont à placer entre la fin de phrase et le point final[comme ça].
- Les liens internes (vers d'autres articles de Wikipédia) sont à choisir avec parcimonie. Créez des liens vers des articles approfondissant le sujet. Les termes génériques sans rapport avec le sujet sont à éviter, ainsi que les répétitions de liens vers un même terme.
- Les liens externes sont à placer uniquement dans une section « Liens externes », à la fin de l'article. Ces liens sont à choisir avec parcimonie suivant les règles définies. Si un lien sert de source à l'article, son insertion dans le texte est à faire par les notes de bas de page.
- La présentation des références doit suivre les conventions bibliographiques. Il est recommandé d'utiliser les modèles {{Ouvrage}}, {{Chapitre}}, {{Article}}, {{Lien web}} et/ou {{Bibliographie}}. Le mode d'édition visuel peut mettre en forme automatiquement les références.
- Insérer une infobox (cadre d'informations à droite) n'est pas obligatoire pour parachever la mise en page.

Pour une aide détaillée, merci de consulter Aide:Wikification.
Si vous pensez que ces points ont été résolus, vous pouvez retirer ce bandeau et améliorer la mise en forme d'un autre article.

Logo Pizza Hut

Les frères Dan (né en 1931) et Frank Carney (26 avril 1938 - 2 décembre 2020) étaient des entrepreneurs américains, fondateurs de Pizza Hut.

## Premières années
Dan et Frank Carney sont nés dans une famille recomposée de douze enfants et ont grandi à Wichita, au Kansas, où Dan vit encore aujourd'hui,. Frank Carney a abandonné l'Université d'État de Wichita, où il étudiait l'ingénierie. Il est ensuite retourné à l'université pour obtenir un diplôme en études générales et en mathématiques.

## Pizza Hut

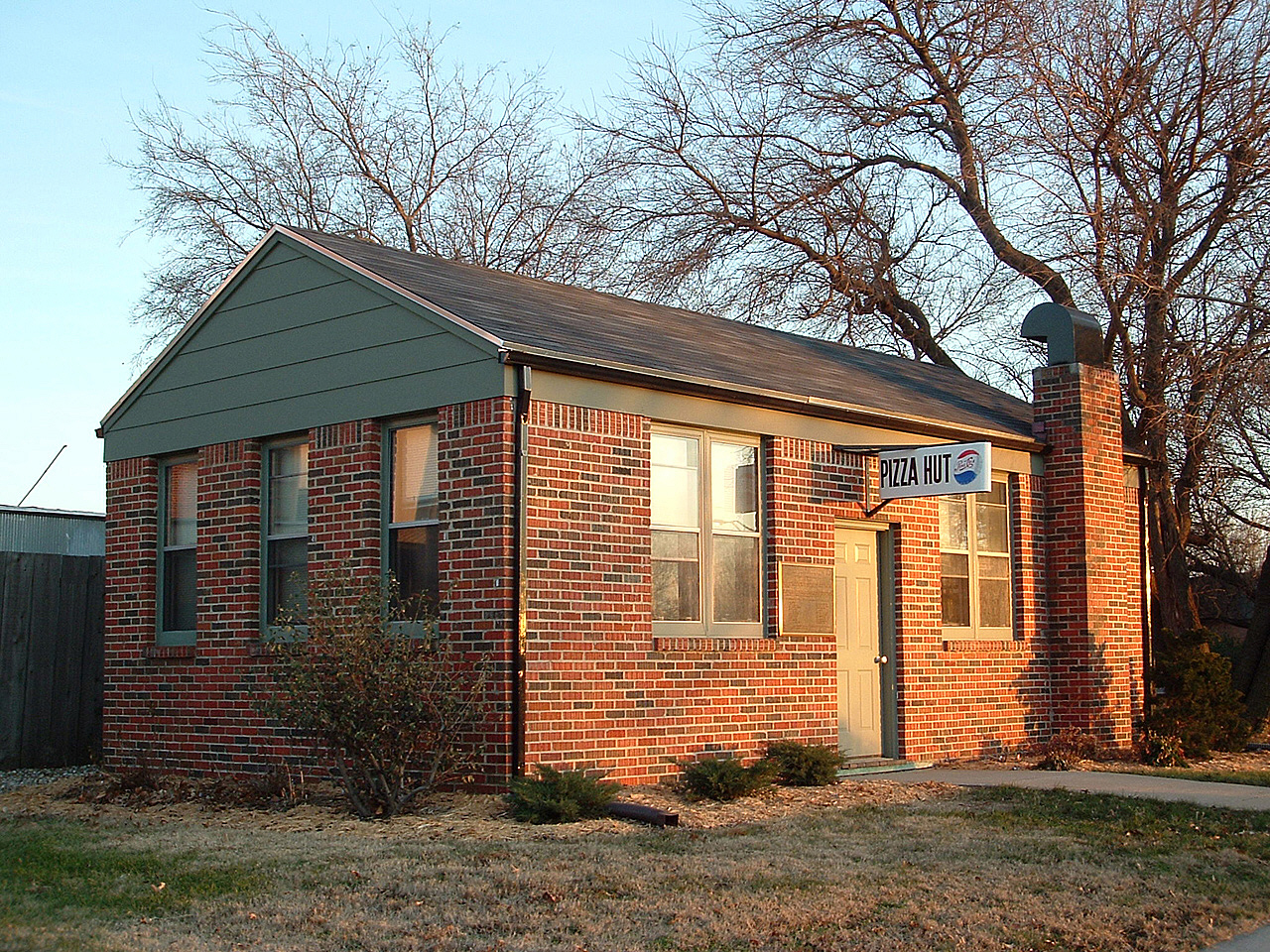
Frank et Dan Carney, ont ouvert un restaurant de pizzas à Topeka, Kansas, en 1959.

En 1958, les frères ont emprunté 600 $ à leur mère et ont ouvert un restaurant de pizzas destiné aux étudiants après qu'un agent immobilier local, qui avait un immeuble non loué, les a convaincus que la pizza serait une entreprise prometteuse. Ils en savaient peu sur la fabrication de pizzas ou sur les affaires ; ils ont appris rapidement et l'entreprise a commencé à croître. Leur première franchise a ouvert à Topeka, Kansas, en 1959. La Pizza Hut d'Aggieville, Kansas, a été la première à offrir la livraison, une innovation. En 1977, Pizza Hut était passé à 4 000 points de vente, et les frères ont vendu l'entreprise à PepsiCo pour plus de 300 millions de dollars américains. Frank est resté président et membre du conseil d'administration de Pizza Hut jusqu'en 1980,.
Les frères Carney ont été présentés dans la série The Food That Built America de History Channel.

## Les années suivantes

### Frank
Frank est devenu franchisé de Papa John's Pizza en 1994. En 2001, il possédait 133 emplacements. Basée à Houston, sa société gère des magasins au Kansas, en Arizona, au Missouri, en Californie, au Texas et à Hawaii, dont plusieurs dans sa ville natale de Wichita et dans la banlieue de Derby et Andover, sous le nom de franchise PJ Wichita LLC., avant de vendre la franchise au président de l'époque, Terry Newman. Au cours de batailles juridiques avec Pizza Hut à la fin des années 1990, Papa John's a financé des publicités commerciales qui montrait Frank venant à une assemblée des actionnaires de Pizza Hut, portant un tablier de Papa John's, disant : « Désolé, les gars. J'ai trouvé une meilleure pizza. ».
Frank a siégé au conseil d'administration d'Intrust Financial Corp., Intrust Bank, N.A. Il a été le président de l'Association internationale de franchise (IFA) et de la Chambre de commerce de la région de Wichita. L'industrie lui a rendu honneur en lui remettant le Silver Plate Award 1975 de l'International Foodservice Manufacturers Association et le nommant l'homme de l'année 1974 dans l'Organisation multi-unités de restauration. Il a été intronisé en 1991 au Temple de la renommée de l'IFA.
Frank a été diagnostiqué de maladie d'Alzheimer en 2009. Le 2 décembre 2020, il est mort à l'âge de 82 ans, d'une pneumonie.

### Dan
Dan a maintenu des liens communautaires avec sa ville natale. Il est président du conseil d'administration de la Cerebral Palsy Research Foundation of Kansas, depuis sa création de 30 ans, un organisme de bienfaisance et une entreprise à but non lucratif. Il siège au conseil d'administration de la Fondation WSU, de la Guadalupe Clinic, de la Croix-Rouge de Wichita et de la Fondation communautaire de Wichita. Dan a reçu l'U.S.O., Prix de la médaille des présidents d'anciens élèves distingués et l'honneur du grand frère/grand frère/grandes sœurs « Atteindre le sommet ». En 1977, il a été le premier intronisé au Pizza Hut Hall of Fame et en 2001, il a reçu le Junior Achievement Wichita Business Hall of Fame.
Dan a passé plusieurs années à jouer au polo récréatif avec son fils, le joueur de polo professionnel, Mike Carney, président du Fairfield Polo Club à Wichita, Kansas.